# СУ-847
СУ-847 (Строительного управления № 847 ЗАО «Волгодорстрой», ранее — посёлок Дорожно-строительного эксплуатационного района (ДСЭР)) — посёлок сельского типа в Дмитровском районе Московской области, в составе сельского поселения Синьковское. Население — 47 чел. (2010). До 2006 года посёлок входил в состав Синьковского сельского округа.

## Расположение
Посёлок расположен на западе центральной части района, примерно в 12 км западнее Дмитрова, на левом берегу реки Дятлинка, высота центра над уровнем моря 138 м. Ближайшие населённые пункты — примыкающее на юге Карпово и Дятлино на противоположном берегу реки.

## Население
| 2002 | 2006 | 2010 |
| ---- | ---- | ---- |
| 34   | →34  | ↗47  |